# Fiães do Tâmega
Fiães do Tâmega is een plaats (freguesia) in de Portugese gemeente Boticas en telt 167 inwoners (2001).